# Oldřich Haluska
Oldřich Haluska (14. května 1968 Nový Jičín - 17. září 1992) byl český fotbalista, útočník.

## Fotbalová kariéra
Svou fotbalovou kariéru začal ve Fotbal Studénka a následně přestoupil do ligového Baníku Ostrava. V lize hrál za Baník Ostrava a RH Cheb. V československé lize nastoupil v 71 utkáních a dal 4 góly.

## Ligová bilance
| Ročník                                   | Zápasy | Góly | Klub             |
| ---------------------------------------- | ------ | ---- | ---------------- |
| 1. československá fotbalová liga 1985/86 | 3      | 0    | Baník Ostrava    |
| 1. československá fotbalová liga 1986/87 | 14     | 0    | Baník Ostrava    |
| 1. československá fotbalová liga 1987/88 | 13     | 4    | Baník Ostrava    |
| 1. československá fotbalová liga 1988/89 | 19     | 0    | RH Cheb          |
| 1. československá fotbalová liga 1989/90 | 1      | 0    | RH Cheb          |
| 1. československá fotbalová liga 1989/90 | 15     | 0    | FC Baník Ostrava |
| 1. československá fotbalová liga 1990/91 | 6      | 0    | FC Baník Ostrava |
| CELKEM                                   | 71     | 4    |                  |